# Jean-Félix Krautheimer
Jean-Félix Krautheimer, né le 3 décembre 1874 à Paris et mort le 7 janvier 1943 à Nice, est un homme politique français qui fut gouverneur de la Cochinchine française de 1929 à 1934. 

### Fonctionnaire colonial
- Du 30 décembre 1905 au 3 janvier 1907, il est conseiller (maire) de la ville de Chợ Lớn[2].
- De 1907 à 1911, il est gouverneur de la province de Bạc Liêu.
- De 1911 à 1914, il est gouverneur de la province de province de Biên Hòa (vi).
- De 1919 à 1922, il est administrateur en chef de Kouang-Tchéou-Wan, concession française sur la côte du Guangdong en Chine.
- Du 13 novembre 1924 au 2 décembre 1925, il est gouverneur par intérim du Tonkin.

### Gouverneur de la Cochinchine
Du 3 mars 1929 au 20 novembre 1934, il est gouverneur de la Cochinchine française.
Il dirige la colonie pendant une période de bouleversements politiques et est directement impliqué dans la répression de la protestation des travailleurs de la plantation d'hévéas de Phú Riềng (vi) dans la province de Biên Hòa (vi) en février 1930. Il est le signataire du décret n° 4702-CP annexant un certain nombre d'îles dans l'archipel des îles Spratleys et les « îles dépendantes » sur le territoire des provinces de Bà Rịa (vi) et de Cochinchine en décembre 1933.

## Distinctions
- Officier de la Légion d'honneur.